# Setge de Waco
El setge de Waco, també conegut com la massacre de Waco, va ser el setge dut a terme pel govern federal dels Estats Units i les autoritats estatals de Texas contra un complex pertanyent al culte religiós conegut com els Branch Davidians, entre el 28 de febrer i el 19 d'abril de 1993. Els Branch Davidians, liderats per David Koresh, tenien la seua seu al ranxo Mount Carmel Center al comtat no incorporat de McLennan, Texas, a 21 quilòmetres al nord-est de Waco. Sospitant que el grup emmagatzemava armes il·legals, l'Oficina d'Alcohol, Tabac i Armes de Foc (ATF) va obtenir una ordre de registre per al complex i ordres de detenció de Koresh i diversos membres del grup.
L'ATF havia planificat una incursió sobtada durant el dia al ranxo, per executar aquestes ordres. Qualsevol avantatge de sorpresa es va perdre quan un periodista local, que havia estat informat sobre la incursió, va demanar indicacions a un carter del Servei Postal dels Estats Units que, per casualitat, era el cunyat de Koresh. Així, els membres del grup estaven completament armats i preparats; quan l'ATF va iniciar la incursió, va esclatar un intens tiroteig, resultant en la mort de quatre agents de l'ATF i sis Branch Davidians. Després de l'entrada de l'ATF a la propietat i el seu fracàs en executar l'ordre de registre, l'Oficina Federal d'Investigació (FBI) va iniciar un setge durant el qual es van intentar negociar per a arribar a un compromís.
Després de 51 dies, el 19 d'abril de 1993, el FBI va llançar un atac amb gas CS (gas lacrimogen) en un intent de forçar els Branch Davidians a sortir dels edificis del complex. Poc després, el Mount Carmel Center es va veure envoltat de flames. L'incendi i la reacció a l'atac final dins del grup van resultar en la mort de 76 Branch Davidians, incloent-hi entre 20 i 28 nens i Koresh.
Els esdeveniments del setge i l'atac, particularment l'origen de l'incendi, són disputats per diverses fonts. Els informes del Departament de Justícia d'octubre de 1993 i juliol de 2000 conclouen que, tot i que el FBI va utilitzar cartutxos de gas CS incendiari, els Branch Davidians van iniciar l'incendi, citant proves de gravacions d'àudio de vigilància de discussions molt específiques entre Koresh i altres sobre abocar més combustible sobre piles de fenc mentre començaven els incendis, i imatges aèries que mostraven almenys tres punts d'ignició simultanis en diferents llocs del complex d'edificis. El FBI sosté que cap dels seus agents va disparar munició real el dia de l'incendi. Els crítics sostenen que les forces de l'ordre van disparar munició real i suggereixen que una combinació de trets i gas CS inflamable va ser la veritable causa de l'incendi.
El setge de Ruby Ridge i el setge de Waco van ser citats per Timothy McVeigh com les principals raons per a ell i Terry Nichols per executar l'atemptat d'Oklahoma City exactament dos anys després, el 19 d'abril de 1995, així com pel moviment de milícies americanes contemporani.

## Antecedents
Els Branch Davidians (també coneguts com "The Branch") eren un grup religiós que es va originar el 1955 a partir d'un cisma en el Shepherd's Rod (Davidians) després de la mort del fundador del Shepherd's Rod, Victor Houteff. Houteff va fundar els Davidians basant-se en la seva profecia d'un apocalipsi imminent que implicava la Segona Vinguda de Jesucrist i la derrota dels exèrcits malvats de Babilònia. A mesura que el grup original Davidian guanyava membres, el seu lideratge va traslladar l'església a un turó a diversos quilòmetres a l'est de Waco, Texas, que van anomenar Mount Carmel, com una muntanya a Israel esmentada a Josuè 19:26 a l'Antic Testament de la Bíblia.
Uns anys més tard, es van traslladar de nou a un lloc molt més gran a l'est de la ciutat. El 1959, la vídua de Victor, Florence Houteff, va anunciar que l'Harmagedon esperat estava a punt de tenir lloc, i es va dir als membres que es reunissin al centre per esperar aquest esdeveniment. Molts d'ells van construir cases, altres es van quedar en tendes, camions o autobusos, i la majoria van vendre les seues possessions.
Després del fracàs d'aquesta profecia, el control del lloc (Mount Carmel Center) va passar a Benjamin Roden, fundador de la Branch Davidian Seventh-day Adventist Association (Branch Davidians). Va promoure creences doctrinals diferents de les de l'organització original Davidian Seventh-day Adventist de Victor Houteff. A la mort de Roden, el control dels Branch Davidians va passar a la seva esposa, Lois Roden. Lois considerava que el seu fill, George Roden, no era apte per assumir la posició de profeta. En canvi, va preparar Vernon Wayne Howell (més tard conegut com David Koresh) per ser el seu successor.
El 1984, una reunió va resultar en una divisió del grup, amb Howell liderant una facció (anomenant-se a si mateixos els Branch Davidians) i George Roden liderant la facció rival. Després d'aquesta escissió, George Roden va expulsar Howell i els seus seguidors de Mount Carmel a punta de pistola. Howell i el seu grup es van establir a Palestina, Texas. El 1987, Howell i set seguidors van intentar recuperar el control de Mount Carmel per mitjà d'una incursió armada, que va resultar en un tiroteig i la detenció de Howell i els seus seguidors. Tots van ser absolts, excepte un, que va ser condemnat per possessió d'armes de foc. George Roden va ser arrestat més tard per assassinar un seguidor i va ser internat en una institució mental. Això va permetre a Howell i als seus seguidors recuperar el control de Mount Carmel. El 1990, Howell va canviar legalment el seu nom a David Koresh, inspirant-se en el rei David i Ciro el Gran.

## Llegat
El setge de Waco va tenir un impacte significatiu en la societat nord-americana i va ser citat com una de les principals motivacions per a l'atemptat d'Oklahoma City el 1995 per part de Timothy McVeigh. També va contribuir a l'augment del moviment de milícies als Estats Units i a la desconfiança envers el govern federal.